# Bernard Krone Holding
Bernard Krone Holding SE & Co. KG er et holdingselskab for Krone-koncernen med hovedkvarter i Spelle, Niedersachsen. Krone er familiejet af familien Krone.
Datterselskaberne er Maschinenfabrik Bernard Krone, der producerer landbrugsmaskiner til grøntfoder, Fahrzeugwerk Bernard Krone, der fremstiller sættevogne og anhængere til lastbiler og LVD Bernard Krone, som handler med landbrugsmaskiner.

I 1906 etablerede Bernhard og Anna Krone en smedje, der senere udviklede sig til en maskinfabrik.